# Vaszílisz Toroszídisz
Vaszílisz (Vaszíliosz) Toroszídisz (görögül: Βασίλης Τοροσίδης; Xánthi, 1985. június 10. –) görög labdarúgó, 2016 óta az olasz Bologna FC és a válogatott játékosa.

## Pályafutása

### A Skoda Xánthiban
Toroszídisz junior éveit a helyi csapatban, a Skoda Xánthiban töltötte. 2002-ben játszotta első görög élvonalbeli mérkőzését, majd 3 évvel később, 2005. október 17-én az Iraklísz ellen szerezte első élvonalbeli gólját. A 2005–2006-os szezont követően a három „nagy” görög csapat, a Panathinaikósz, az AÉK és az Olimbiakósz versengett a védőért. Toroszídisz utóbbit választotta és 2007 januárjában 3 éves szerződést kötött a klubbal.

### Az Olimbiakószban
2007. január 21-én a PAÓK elleni bajnoki mérkőzésen mutatkozott be új klubjában, és rögtön gólt szerzett, melyet a szezon során már nem követett több találat. Összesen 11 mérkőzésen lépett pályára, görög bajnoki címet szerzett, csapatával pedig elhódította a görög kupát és a görög szuperkupát is.
A 2007–2008-as szezonban a védelem oszlopos tagja lett, szélső hátvédként, belső védőként és romboló–labdaszerző feladatot ellátó védekező középpályásként is játszott. A válogatott meghívó pozitív hatással volt a teljesítményére, az újabb görögkupa-serleg mellé újabb bajnoki aranyérmet akasztott. A szezon során 26 bajnoki mérkőzésen lépett pályára és 1 gólt szerzett.
A 2008–2009-es szezonban szerezte első nemzetközi gólját: a Bajnokok Ligájától a ciprusi Anórthoszi Ammohósztu ellenében búcsúzó Olimbiakósz az UEFA-kupa 1. fordulójában 5–0-ra győzte le hazai pályán a dán FC Nordsjællandot. Toroszídisz a vezető gólt szerezte.
A görög bajnokságban sorozatban harmadik bajnoki címét gyűjtötte. 19 mérkőzésen 2 gólt szerzett.

### AS Roma
2013 januárjában az AS Roma 0,4 millió euróért 3 évre szerződtette.

### A válogatottban
A 2008-as Európa-bajnokság Törökország elleni selejtezőmérkőzésén debütált a hellén válogatottban, majd meghívót kapott az Európa-bajnokságra készülő görög keretbe is.
Első válogatottbeli gólját a 2010-es labdarúgó-világbajnokság Luxemburg elleni selejtezőmérkőzésén szerezte.

## Sikerei, díjai

### Olimbiakósz
- Görög bajnokság (Szúper Línga Eláda)
  - Bajnok (5 alkalommal): 2007, 2008, 2009, 2011, 2012
- Görög kupa
  - Győztes (3 alkalommal): 2008, 2009, 2012
- Görög szuperkupa
  - Győztes (1 alkalommal): 2007

### AS Roma
- Olasz kupa (Coppa Italia)
  - Ezüstérmes (1 alkalommal): 2012

### Egyéni
- Az Év Görög Játékosa: 2010

## Statisztika

### Klubcsapatokban
2018. május 20-án lett frissítve
| Klub             | Szezon           | League          | League | Kupa            | Kupa  | Nemzetközi      | Nemzetközi | Összesen        | Összesen |
| Klub             | Szezon           | Pályára lépések | Gólok  | Pályára lépések | Gólok | Pályára lépések | Gólok      | Pályára lépések | Gólok    |
| ---------------- | ---------------- | --------------- | ------ | --------------- | ----- | --------------- | ---------- | --------------- | -------- |
| Skoda Xánthi     | 2002–03          | 4               | 0      | -               | -     | -               | -          | 4               | 0        |
| Skoda Xánthi     | 2003–04          | 16              | 0      | 1               | 0     | -               | -          | 17              | 0        |
| Skoda Xánthi     | 2004–05          | 20              | 0      | 2               | 1     | -               | -          | 22              | 1        |
| Skoda Xánthi     | 2005–06          | 24              | 2      | 1               | 0     | 2               | 0          | 27              | 2        |
| Skoda Xánthi     | 2006–07          | 12              | 1      | 1               | 0     | 1               | 0          | 14              | 1        |
| Skoda Xánthi     | összesen         | 76              | 3      | 5               | 1     | 3               | 0          | 84              | 4        |
| Olympiacos       | 2006–07          | 11              | 1      | -               | -     | -               | -          | 11              | 1        |
| Olympiacos       | 2007–08          | 26              | 1      | 4               | 1     | 7               | 0          | 37              | 2        |
| Olympiacos       | 2008–09          | 19              | 2      | 3               | 0     | 9               | 2          | 31              | 4        |
| Olympiacos       | 2009–10          | 24              | 4      | 5               | 1     | 4               | 1          | 33              | 6        |
| Olympiacos       | 2010–11          | 20              | 3      | 2               | 0     | 1               | 0          | 23              | 3        |
| Olympiacos       | 2011–12          | 22              | 0      | 4               | 0     | 8               | 0          | 34              | 0        |
| Olympiacos       | 2012–13          | 12              | 1      | 1               | 1     | 5               | 1          | 18              | 3        |
| Olympiacos       | összesen         | 134             | 12     | 21              | 3     | 34              | 4          | 189             | 19       |
| Roma             | 2012–13          | 11              | 1      | 1               | 1     | -               | -          | 12              | 2        |
| Roma             | 2013–14          | 18              | 1      | 4               | 1     | -               | -          | 22              | 2        |
| Roma             | 2014–15          | 20              | 2      | 0               | 0     | 8               | 0          | 28              | 2        |
| Roma             | 2015–16          | 11              | 0      | 0               | 0     | 4               | 1          | 15              | 1        |
| Roma             | összesen         | 60              | 4      | 5               | 2     | 12              | 1          | 77              | 7        |
| Bologna          | 2016–17          | 28              | 1      | 0               | 0     | 0               | 0          | 28              | 1        |
| Bologna          | 2017–18          | 16              | 0      | 1               | 0     | 0               | 0          | 17              | 0        |
| Bologna          | összesen         | 44              | 1      | 1               | 0     | 0               | 0          | 45              | 1        |
| Karrier összesen | Karrier összesen | 314             | 20     | 32              | 6     | 49              | 5          | 395             | 31       |

### A Válogatottban
2018. március 28-án lett frissítve
| Nemzet      | Év       | Pályára lépések | Gólok |
| ----------- | -------- | --------------- | ----- |
| Görögország |          |                 |       |
| 2007        | 9        | 0               |       |
| 2008        | 11       | 1               |       |
| 2009        | 5        | 1               |       |
| 2010        | 9        | 2               |       |
| 2011        | 8        | 1               |       |
| 2012        | 12       | 2               |       |
| 2013        | 9        | 0               |       |
| 2014        | 12       | 0               |       |
| 2015        | 4        | 0               |       |
| 2016        | 10       | 2               |       |
| 2017        | 5        | 1               |       |
| 2018        | 2        | 0               |       |
| összesen    | összesen | 96              | 10    |